# ブレア・ライアル
ブレア・ライアル（Blair Ryall、2001年10月26日 - ）は、ジャパンラグビーリーグワントヨタヴェルブリッツに所属する、ニュージーランド出身のラグビーユニオン選手。

## 略歴
2022年、ニュージーランドのサウスランド・スタッグスに入団。NPC（ナショナル・プロヴィンシャル・チャンピオンシップ）に3シーズンで21試合出場した。
2025年1月23日、ジャパンラグビーリーグワンのトヨタヴェルブリッツへの入団を発表した。